# Теорема Діні
Теорема Діні — твердження в математичному аналізі, що для компактного метричного простору E, якщо зростаюча (відповідно спадна) послідовність fn дійсних неперервних функцій поточково збігається до неперервної функції g, то вона збігається до цієї функції g рівномірно.

## Доведення
Припустимо, що послідовність зростаюча.
Для довільного {\displaystyle \varepsilon >0} і довільної точки {\displaystyle t\in E} існує такий номер {\displaystyle n(t),} що при {\displaystyle m\geqslant n(t)} виконується нерівність {\displaystyle g(t)-f_{m}(t)\leqslant \varepsilon /3}. Так як g і {\displaystyle f_{n(t)}} неперервні, у точки t існує такий окіл V (t), що з {\displaystyle t'\in V(t)} випливає {\displaystyle |g(t)-g(t')|\leqslant \varepsilon /3} і {\displaystyle |f_{n(t)}(t)-f_{n(t)}(t')|\leqslant \varepsilon /3.}
Таким чином, для будь-якої точки {\displaystyle t'\in V(t)} ми маємо {\displaystyle |g(t')-f_{n(t)}(t')|\leqslant \varepsilon .}
Виберемо тепер скінченну множину точок {\displaystyle t_{i}\in E} так, щоб околи {\displaystyle V(t_{i})} покривали Е (це можливо, зважаючи на компактність E), і нехай {\displaystyle n_{0}} — найбільший з номерів {\displaystyle n(t_{i}).}
Тоді будь-яка точка {\displaystyle t\in E} належить принаймні одному з околів {\displaystyle V(t_{i}),} тому при {\displaystyle n\geqslant n_{0}} справедливі нерівності {\displaystyle g(t)-f_{n}(t)\leqslant g(t)-f_{n_{0}}(t)\leqslant g(t)-f_{n(t_{i})}(t),\,\forall t\in E.}